# 周天行 (香港)
周天行是香港特別行政區署理副刑事檢控專員，因處理唐英傑案以及其他國家安全案件、政治案件而受到了媒體的關注。

## 事件

### 被美國國會轄下委員會建議制裁
周天行曾經將「光復香港 時代革命」定性為煽動分裂國家口號，亦有份負責「第二代美國隊長」馬俊文被政府以北京單方面強行訂立《港版國安法》案情。不過，有關案情只涉及言論，所以被人質疑為政治檢控。2022年7月，美國國會及行政當局中國委員會發表了一份關於香港檢控人員在政治檢控案件中所扮演的角色的研究報告，報告建議美國政府向包括周天行在內，共15名曾參與政治檢控案件的律政司人員作出制裁。